# Antonio Serra (historietista)
Antonio Serra (Alguer, Sassari, Italia, 16 de febrero de 1963) es un guionista de cómic italiano.

## Biografía
A finales de los años 1970, con sólo quince años fundó la revista de ciencia ficción Fate largo. Con sus colegas Michele Medda y Bepi Vigna formó el grupo llamado "Banda de los Sardos", a principios de los años 1980. Colaboró como ensayista para la revista Fumo di china y L'enciclopedia dei fumetti editada por De Agostini.
En 1987 empezó a trabajar oficialmente con la editorial Bonelli. Tras guionizar algunas historias de los cómics Martin Mystère y Dylan Dog, en 1991 junto a Medda y Vigna creó la historieta de ciencia ficción Nathan Never, su personaje de mayor éxito. En 1995 Nathan Never tuvo un spin-off, Legs Weaver, que fue editado hasta 2005; Serra se dedicó también a otra serie nacida de Nathan Never, es decir Agenzia Alfa. Continuó su trabajo como guionista de cómics creando las series Gregory Hunter (2001), Greystorm (2009) y Odessa (2019), todas editadas por Bonelli. En 2019 escribió una aventura breve de la Oesteada de culto Tex.
Fue también autor de algunos artículos sobre los mangas de la enciclopedia en fascículos La grande avventura dei fumetti, publicada por el Istituto Geografico De Agostini en el bienio 1990/91.